# Zincroselite
La zincroselite è un minerale.